# Phantoms (film 1913)
Phantoms è un cortometraggio muto del 1913 scritto e diretto da Colin Campbell.

## Produzione
Il film fu prodotto dalla Selig Polyscope Company.

## Distribuzione
Distribuito dalla General Film Company, il film - un cortometraggio in una bobina - uscì nelle sale cinematografiche statunitensi il 10 novembre 1913. Venne distribuito anche nel Regno Unito il 12 febbraio 1914.